# Arrott Transportation Center
Centro de transporte de Arrott  (en inglés:Arrott Transportation Center, anteriormente Margaret–Orthodox–Arrott) es una estación de ferrocarril en la línea Market–Frankford del Metro de Filadelfia. La estación se encuentra localizada en 4700 North Frankford Avenue en Filadelfia, Pensilvania. La estación Arrott Transportation Center fue inaugurada el 5 de noviembre de 1922. La Autoridad de Transporte del Sureste de Pensilvania (por sus siglas en inglés SEPTA) es la encargada por el mantenimiento y administración de la estación. 

## Descripción y servicios
La estación Arrott Transportation Center cuenta con 2 plataformas laterales y 2 vías.  La estación cuenta con el servicio de trenes locales, es decir que operan todos los días entre 8:30 a. m. a las 3:45 p. m., todas las noches, fines de semana y días festivos.

## Conexiones
La estación es abastecida por las siguientes conexiones: 
- Rutas de autobuses SEPTA: 3, 5, 59, 75, 89, J y K